# Marmorgrodmun
Marmorgrodmun (Podargus ocellatus) är en fågel i familjen grodmunnar. Den förekommer på Nya Guinea och i östra Australien. Arten minskar i antal men beståndet anses vara livskraftigt. 

## Utseende och läte
Marmorgrodmunnen är en stor, nattlevande fågel med en mycket bred "grodliknande" näbb. Jämfört med den mindre arten australisk grodmun har den proportionellt längre stjärt, längre bandade fjädertofsar ovan näbben och mer spräcklig eller marmorerad undersida. Det märkliga lätet är ett fallande, kalkonliknande ljud, följt av en smäll när den slår ihop näbben.

## Utbredning och systematik
Marmorgrodmunmen förekommer från Nya Guinea söderut till östra Australien. Den delas in i fem underarter med följande utbredning:
- ocellatus-gruppen
  - Podargus ocellatus ocellatus – förekommer på Nya Guinea samt i Västpapua, Aruöarna och öar i Geelvink Bay
  - Podargus ocellatus intermedius – förekommer i Trobriandöarna och D'Entrecasteaux-öarna
  - Podargus ocellatus meeki – förekommer på Tagula (Louisiaderna)
  - Podargus ocellatus marmoratus – förekommer i nordöstra Australien (Kap Yorkhalvön)
- Podargus ocellatus plumiferus – förekommer i kustnära östra Australien (sydöstra Queensland till nordöstra New South Wales)

## Status och hot
Arten har ett stort utbredningsområde, men tros minska i antal, dock inte tillräckligt kraftigt för att den ska betraktas som hotad. Internationella naturvårdsunionen IUCN listar arten som livskraftig (LC).

## Bilder

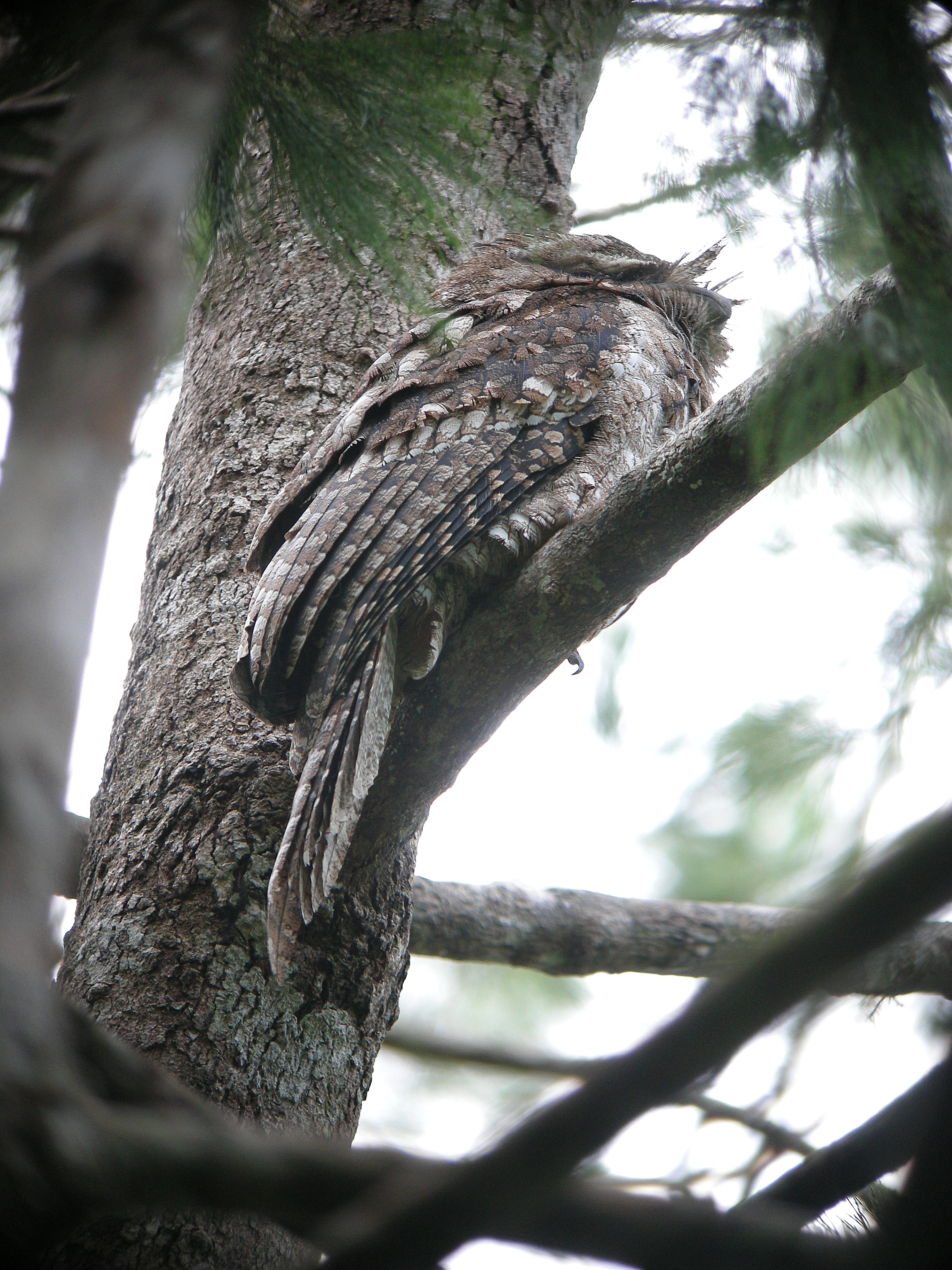
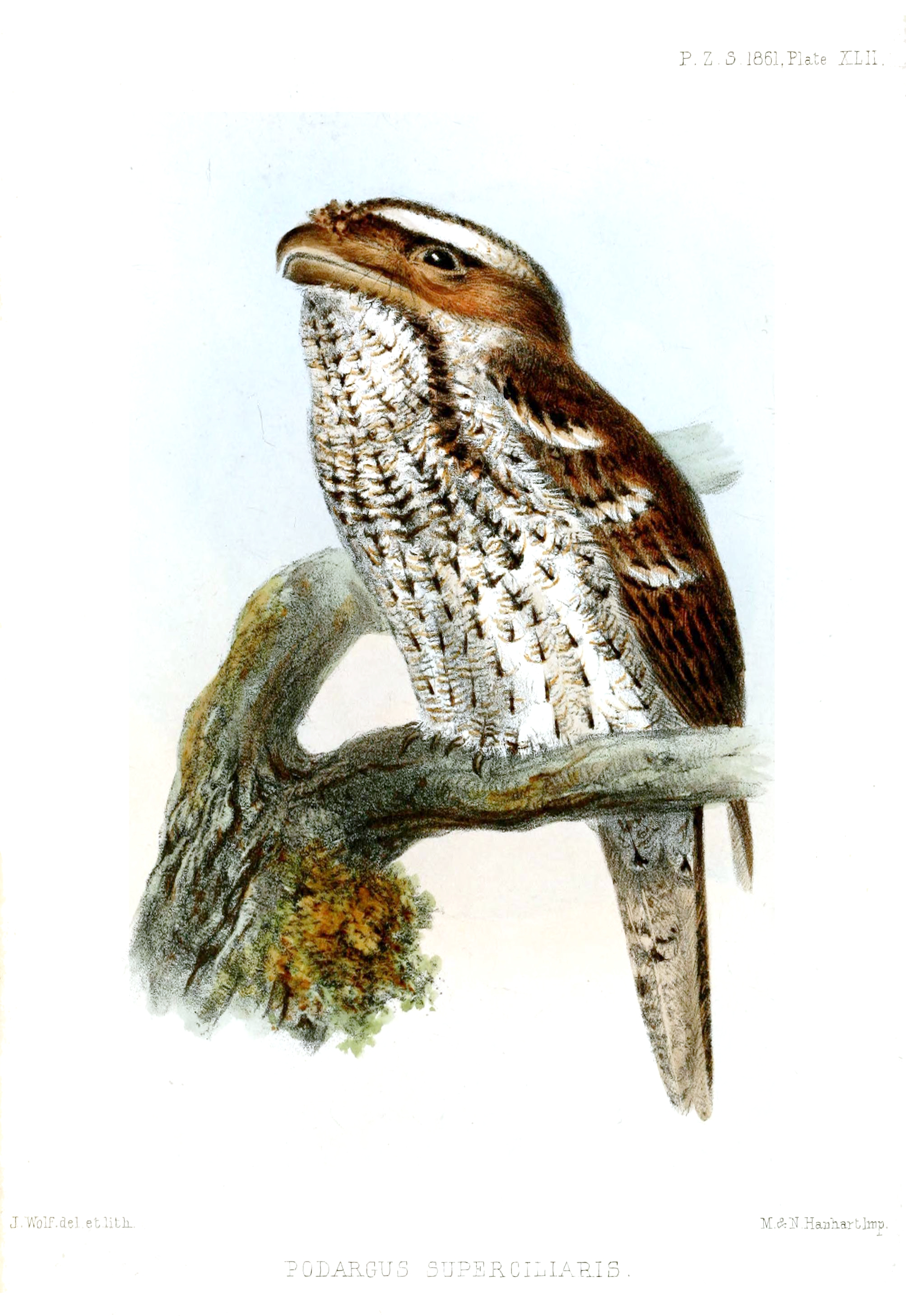